# Pseudoterpna rectistrigaria
Pseudoterpna rectistrigaria is een vlinder uit de familie spanners (Geometridae). De wetenschappelijke naam is voor het eerst geldig gepubliceerd in 1948 door Wiltshire.
De soort komt voor in Europa.